# 鹿王院站

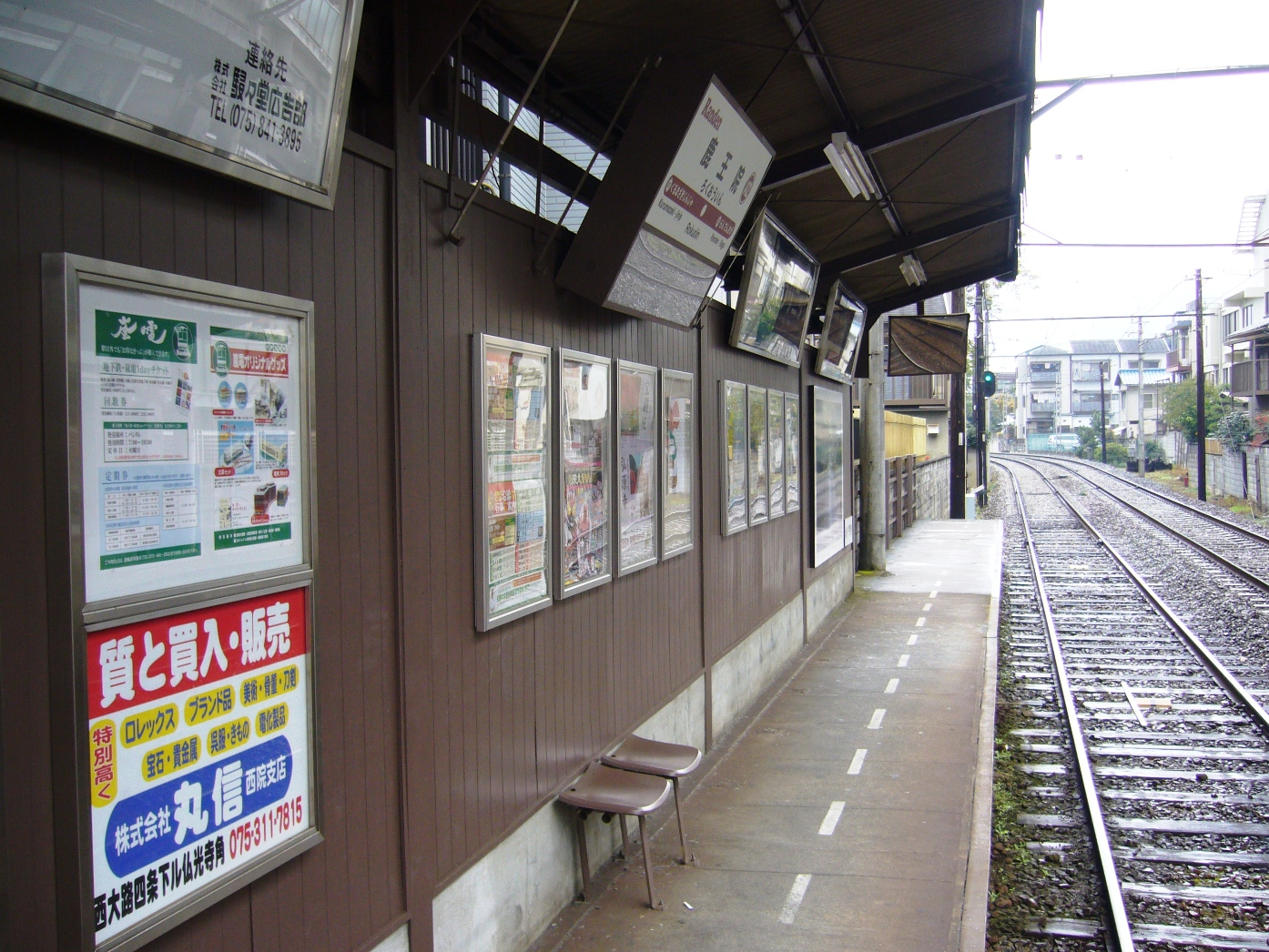
往嵐山方向的月台

鹿王院站（日语：／ Rokuōin eki */?）位於京都府京都市右京區嵯峨北堀町，是京福電氣鐵道嵐山本線的鐵路車站。車站編號為A11。

## 歷史
路線開通當初並沒有此站，是由於之後車站北側興建公團住宅的契機，才設置本站。
- 1956年（昭和31年）11月27日 - 開業[2]。

## 車站構造
相對式月台2面2線的地面車站。往嵐山方向的月台特別狹窄，月台上只有設置兩個座椅。

## 車站周邊
- 鹿王院（日语：鹿王院）（寺院）
- 京都市立廣澤小學校

## 相鄰車站
京福電氣鐵道
 嵐山本線
車折神社（A10）－鹿王院（A11）－嵐電嵯峨（A12）

## 外部連結
- 鹿王院站 （页面存档备份，存于） - 京福電氣鐵道